# Colin Mochrie
Colin Andrew Mochrie (Kilmarnock, 30 november 1957) is een Schots-Canadese acteur en improvisatiekomiek die bekend werd in de Britse en de Amerikaanse versie van Whose Line Is It Anyway?.

## Levensloop
Mochrie werd geboren in Schotland, maar in 1964 verhuisde hij met zijn familie naar Canada. Hij kreeg in 1975 zijn diploma als beste student van zijn jaar aan de Killarney Secondary School in Vancouver.
In 1989 trouwde Mochrie met actrice Debra McGrath. Ze spraken beiden stemmen in voor de kinderserie Seven Little Monsters. Samen hebben ze een transgender dochter, Kinley (geboren in 1990).

## Carrière
Hij was lid van The Second City in Toronto, waar hij drie producties schreef en daarin speelde, en drie seizoenen de regisseur was van de Second City tournee. Bij deze comedygroep raakte hij bevriend met zijn collega Ryan Stiles.
Stiles was degene die hem introduceerde bij de improvisatieserie Whose Line Is It Anyway? op het Britse Channel 4. Mochrie speelde hierin 9 seizoenen mee, waarna hij met het programma mee verhuisde naar de Verenigde Staten. Het programma werd uitgezonden van 1998 tot 2006. In dezelfde periode speelde hij in de series Blackfly en Supertown Challenge. Later verscheen hij in This Hour Has 22 Minutes op CBC TV en in de opvolger van Whose Line, Drew Carey's Green Screen Show in 2004. Mochrie was ook te gast in drie afleveringen van The Drew Carey Show, waarvan twee live-uitzendingen.
In 2007 werd aangekondigd dat Mochrie de Canadese versie van Ben je slimmer dan een kind?, Are You Smarter Than a Canadian 5th Grader?, zou gaan presenteren. De eerste aflevering daarvan werd op 25 oktober 2007 uitgezonden. Mochrie was daarmee de vijfde acteur van de Amerikaanse Whose Line die een spelprogramma ging presenteren, na Wayne Brady (Don't Forget the Lyrics), Greg Proops (Space Cadets, Versus), Brad Sherwood (The Big Moment, The Dating Game) en Drew Carey (The Price Is Right).
Met Brad Sherwood doet Mochrie een improvisatie-tournee door de Verenigde Staten en Canada, genaamd An Evening with Colin and Brad. Met enkele andere Whose Line-collega's doet hij theaters aan als de Improv Allstars.

## Prijzen
Mochrie heeft vijf nominaties gekregen voor Canadian Comedy Awards, waarvan hij er twee won. Ook kreeg hij een Gemini Award en een prijs van de Writers Guild of Canada voor This Hour Has 22 Minutes.

## Filmografie (selectie)
| Jaar      | Titel                                         | Rol                | Opmerkingen                                      |
| --------- | --------------------------------------------- | ------------------ | ------------------------------------------------ |
| 1991-1998 | Whose Line Is It Anyway? (Britse versie)      | Zichzelf           | Vanaf 1995 (vrijwel) elke aflevering             |
| 1998-2006 | Whose Line is it Anyway? (Amerikaanse versie) | Zichzelf           | In iedere aflevering te zien                     |
| 1998      | Supertown Challenge                           | Dick Powell        |                                                  |
| 1999-2000 | The Drew Carey Show                           | Eugene             |                                                  |
| 2000      | Seven Little Monsters                         | Two                | Stem                                             |
| 2001-2003 | This Hour Has 22 Minutes                      | Anthony St. George | Ook enkele andere rollen                         |
| 2001      | Blackfly                                      | Cpl. Entwhistle    |                                                  |
| 2004      | Drew Carey's Green Screen Show                | Zichzelf           |                                                  |
| 2006      | Getting Along Famously                        | Kip Delaney        | Mochrie was ook bedenker, schrijver en producent |
| 2007      | Are You Smarter Than a Canadian 5th Grader?   | Presentator        |                                                  |
| 2012      | Wingin' It                                    | Veiligheidsbeambte | aflevering 7 in seizoen 3                        |
| 2013      | Whose Line is it Anyway? (Amerikaanse versie) | Zichzelf           | In iedere aflevering te zien                     |